# HAHK Mladost Zagreb
Hrvatski akademski hokejski klub Mladost je hokejaški klub iz Zagreba, dio HAŠD Mladost.

## Klupski uspjesi

### Hokej na travi
- prvenstva:

Prvaci Hrvatske za sezone 1995./96., 2002./03.,  2004./05., 2005./06., 2006./07., 2007./08., 2008./09., 2009./10., 2010./11., 2011./12., 2012./13., 2013./14., 2014./15., 2016./17., 2021./22. 
- kupovi:

Osvajači kupa Hrvatske: 2005., 2007., 2010., 2011., 2012., 2013., 2016., 2017., 2021.

### Dvoranski hokej
- prvenstva: 2005., 2006., 2008., 2011., 2012., 2013., 2014., 2015., 2022.
- kupovi: 2005., 2007.

## Nastupi u europskim kupovima
(nepotpun popis)

### Klupsko EP 2007.
"Mladost" je igrala u "C" razredu klupskog prvenstva, u skupini "B". Turnir je trajao od 24. do 26. svibnja, a igrao se u San Vitu Romanu.
- Mladost -  Orient 1:1
- Mladost -  Rača 3:1
- Mladost -  GH 1951 1:0

U doigravanju za plasman u viši razred izgubili su od domaćeg predstavnika, rimske "Rome".
- Mladost -  Roma 1:4

## Vanjske poveznice
- HAHK Mladost